# إغراق الأسطول الدنماركي في كوبنهاغن

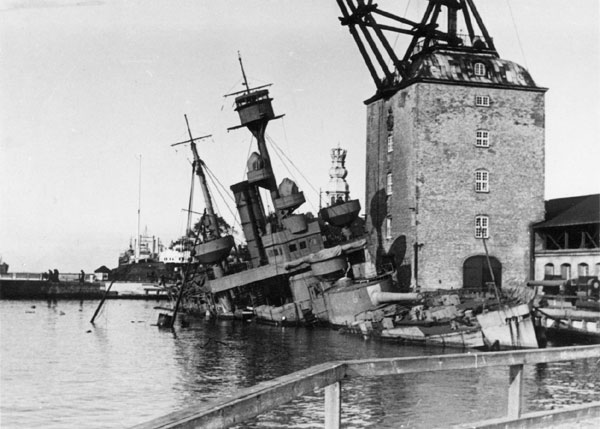
اغراق الطراد الدنماركي Peder Skram في قاعدة Holmen البحرية بتاريخ 29 أغسطس 1943.

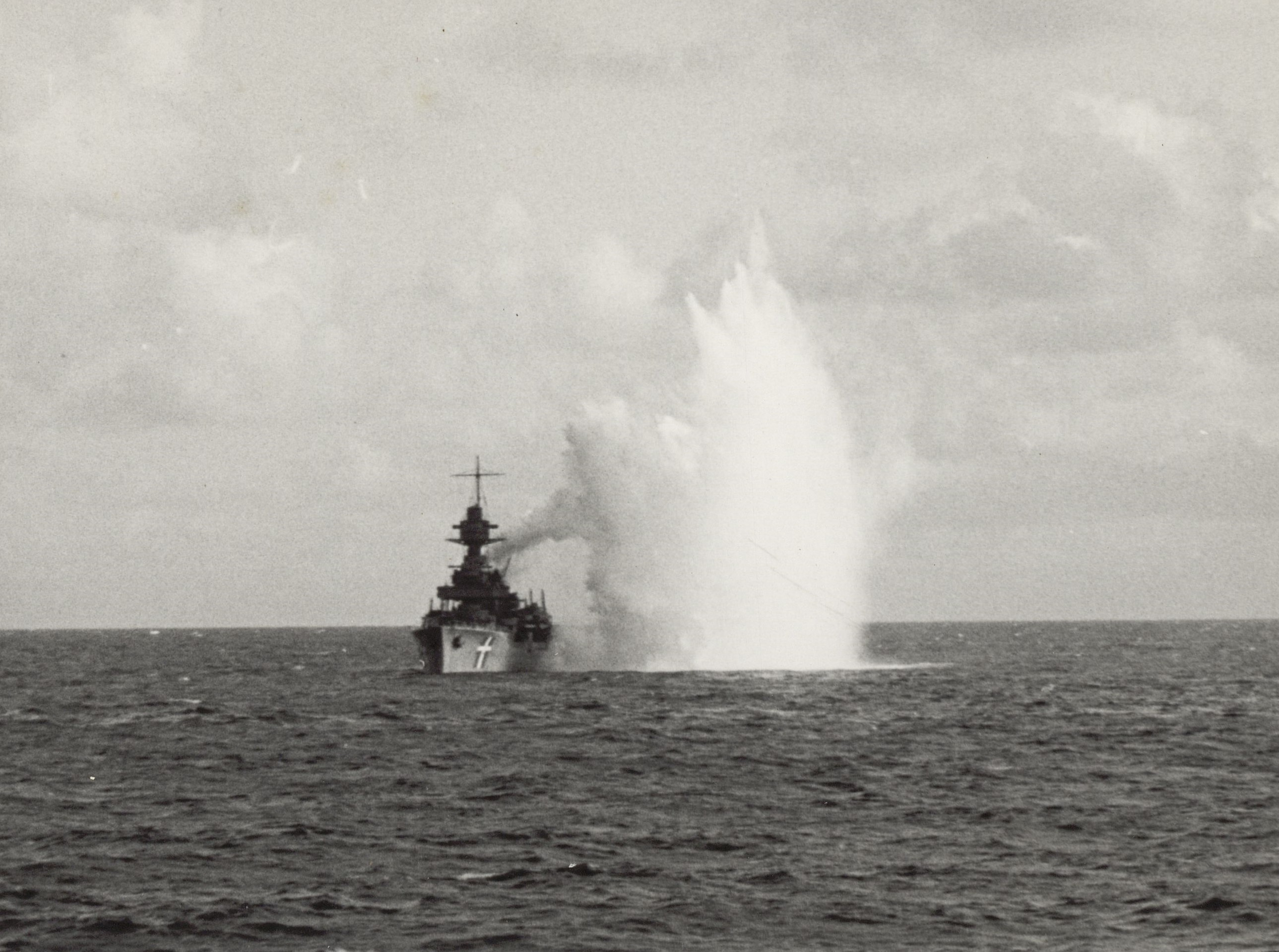
هجوم طائرات ألمانية على Niels وهو يحاول بلوغ السويد بتاريخ 29 أغسطس 1943.

إغراق الأسطول الدنماركي (ويسمى عملية سفاري) جرى في ميناء كوبنهاغن بتاريخ 29 أغسطس 1943. العملية قررتها البحرية الملكية الدنماركية في ظل احتلال الدنمارك خلال الحرب العالمية الثانية، هدف إلى منع البحرية الألمانية (كريغسمرين) من الاستيلاء على الأسطول الدنماركي.
كان الألمان في الواقع عازمون على نزع سلاح الجيش الدنماركي وتفكيكه، بعد إقالة حكومة الملك كريستيان العاشر في عام 1943، والذي كان سابقا تحت حماية الرايخ الثالث.